# Tibor Pleiß
Tibor Pleiss (/plaɪs/, nascut el 2 de novembre de 1989) és un jugador de bàsquet professional alemany. Fa 2,21 m d'alt i juga com a pivot. Juga actualment a l'Anadolu Efes, de la lliga turca de bàsquet, i és membre de l'equip de la selecció de bàsquet d'Alemanya.